# Economics & Philosophy
Economics & Philosophy ist eine Fachzeitschrift für Philosophie und Ökonomie mit Peer-Review, die dreimal jährlich bei Cambridge University Press erscheint und Beiträge in Englisch veröffentlicht. Der Fokus liegt auf einer Verbindung beider Disziplinen und der ihnen eigenen Methoden, vor dem Hintergrund der Annahme, dass beide sich gegenseitig bereichern können.